# 1405
1405 كانت سنة بسيطة تبدأ يوم الخميس حسب التقويم اليولياني.

## مواليد
- بيوس الثاني
- خوان الثاني ملك قشتالة
- 8 فبراير - قسطنطين الحادي عشر
- 6 مارس - جون الثاني ملك قشتالة.
- 18 أكتوبر - البايا بيوس.

## وفيات
- كمال الدين الدميري

14 فبراير - وفاة الفاتح المغولي تيمورلنك.